# Therion minutum
Therion minutum är en stekelart som beskrevs av Dasch 1984. Therion minutum ingår i släktet Therion och familjen brokparasitsteklar. Inga underarter finns listade i Catalogue of Life.